# Rose Claire des Vergers de Sannois
 (février 2019).
Si vous disposez d'ouvrages ou d'articles de référence ou si vous connaissez des sites web de qualité traitant du thème abordé ici, merci de compléter l'article en donnant les références utiles à sa vérifiabilité et en les liant à la section « Notes et références ».
Rose Claire des Vergers de Sannois, mieux connue sous le nom de Mme Tascher de La Pagerie, née le 27 août 1736 aux Trois-Îlets en Martinique, morte le 2 juin 1807 dans la même commune, à l'âge de 70 ans, est la mère de Marie-Josèphe-Rose de Tascher de la Pagerie, plus connue sous le nom de Joséphine de Beauharnais.

## Biographie
Rose-Claire des Vergers de Sannois est née d'une ancienne et noble famille, originaire de la Brie, dont les derniers rejetons passent aux colonies vers la fin du règne de Louis XIV, entre autres, Dominique des Vergers de Sannois, qui fait ses premières armes sous Philippe de Lonvilliers de Poincy, son cousin, gouverneur de Saint-Christophe (3 juin 1644).
Elle est née dans une vaste habitation dominant un domaine de plus de 500 hectares qui produit du cacao, du coton et de la canne à sucre et qui est surnommé la « petite guinée », car cultivé par 300 esclaves (domaine qui périclitera au début du XIXe siècle). 
Pendant la guerre de Sept Ans, la Martinique est occupée par les troupes anglaises mais redevient française au Traité de Paris en 1763.
Bien que sa famille soit très aisée, Rose-Claire est toujours célibataire à l'âge de 25 ans. Aussi ses parents acceptent-ils bon gré mal gré la proposition de mariage de Joseph-Gaspard de Tascher de La Pagerie, gentilhomme de bonne noblesse, sous-officier en retraite ayant servi auprès de la dauphine Marie-Josèphe de Saxe à Versailles. Le mariage a lieu en 1761.
Trois filles naissent rapidement :
- Marie-Josèphe Rose en 1763
- Catherine en 1764
- Marie-Françoise en 1766

Joseph-Gaspard est mis à la retraite avec pension en 1763.
Peu avant la naissance de Marie-Françoise, la propriété est sévèrement endommagée par le cyclone de 1766 qui ravage entre autres la maison principale. La famille se réfugie au premier étage de la sucrerie. De la sucrerie qui abrite la famille de Joséphine lors de l'ouragan et où elle vit après celui-ci, il ne reste que des vestiges. Le moulin où étaient distillées les cannes de la plantation sert aujourd'hui à l'accueil des visiteurs.
Elle perd son père en 1767 et sa fille Catherine en 1777.
En 1779, sa fille aînée est mariée à un jeune officier de métropole Alexandre de Beauharnais et prend le bateau pour la France métropolitaine. Le couple aura rapidement un fils Eugène et une fille Hortense avant de se séparer. Marie-Josèphe revient avec sa fille en Martinique.
Son mari meurt en 1790. En septembre de la même année, la fièvre révolutionnaire qui s'est emparée de la France, se répand en Martinique. Des troubles surviennent à Saint-Pierre. Claude Charles de Damas de Marillac, vicomte de Damas, gouverneur de l'île, réagit avec vigueur et fait incarcérer quelques meneurs. La garnison du fort Bourbon s'insurge contre l'autorité du gouverneur. Un rassemblement séditieux s'étant formé aux Trois-Îlets, sur l'habitation d'Audiffredy, Rose-Claire Des Vergers de Sannois persiste à rester dans son habitation de la Pagerie. Pendant la durée de cette période chaotique, des bandes armées se livrent à tous les excès du vandalisme et parcourent la commune des Trois-Îlets, devenue le point de ralliement des mécontents. Madame de la Pagerie, par sa fermeté et son énergie, parvient à préserver ses biens du pillage.
Sur ces entrefaites, Marie-Josèphe embarque avec sa fille pour la métropole sur la frégate "Sensible" le 4 septembre sans pouvoir dire adieu à sa mère. En métropole, la révolution prend un tour violent. Alexandre de Beauharnais est président de l'Assemblée nationale constituante quand la famille royale cherche à fuir en province. Il sera arrêté sous la Terreur, condamné à mort et guillotiné en 1794. Marie-Josèphe est également détenue mais sera libérée par la chute de Robespierre. Elle mène une vie légère avant d'épouser un général en disponibilité. Le mariage de Joséphine avec Napoléon Bonaparte est célébré le 9 mars 1796. N'appréciant d'appeler sa femme par un prénom qui a été prononcé par bien d'autres hommes, il la renomme "Joséphine". Bientôt, la gloire et le prestige font connaître le nom de ce jeune général. En 1799, il prend le pouvoir. 
En 1794, l'île est de nouveau occupée par les Anglais. En mars 1802, le traité d'Amiens rend la Martinique à la France. L'amiral Villaret de Joyeuse, nommé gouverneur de cette île, en prend possession au nom de la France : des instructions sévères enjoignent de poursuivre sans pitié les persécuteurs de madame de la Pagerie. Priée par le gouverneur de les désigner, elle s'y refuse, déclarant n'avoir que des amis. Napoléon rétablit l'esclavage, ce qui  profite à la famille de Joséphine.
En 1804, Napoléon est proclamé empereur et Joséphine impératrice. Les martiniquais traitent Rose-Claire avec la déférence due aux mères des souveraines[réf. souhaitée]. Elle meurt en 1807 à l'âge de 70 ans.